# 전상수 (1923년)
전상수(全相洙, 1923년 12월 7일~1968년 6월)는 대한민국의 사업인이자 봉제기술자이며 노동운동가 전태일의 아버지이다.

## 여담
학습만화 Why?와 WHO?에서는 매우 폭력적인 가장으로 묘사되었다. 전태일이 학교를 다니고싶다고 밝히자 돈을 벌어야되니 학교를 그만둬라고 하며 술을 마시는 날에는 손찌검이 일상이였다고 한다. 뉴스 기사나 다른 자료에서는 전상수는 전태일에게 폭력적인 아버지면서도, 노동 인식을 일깨워준 사람이었다.라고 표현하였다.